# Інсургенти
Інсургенти (лат. insurgentes, від Insurgens — «повстанці») — збройні загони цивільного населення, що протистоять владі.
Зазвичай інсургенти формують воєнізовані групи, мета яких полягає у поваленні уряду або чинного режиму, набутті національної незалежності або іншій зміні встановленого порядку.
У праві XIX століття інсуррекція розумілася як повстання, що має виражений політичний характер, і в цьому сенсі протиставлялася повстанню (у більш ранній термінології — обуренню) у вузько-юридичному сенсі, що розуміється як опір владі, але не переслідує мети її повалення, і почасти зближалася з поняттям бунт. Інсургенти вважалися політичними (не кримінальними) злочинцями, до того, вже тоді визнавалося, що вони можуть бути визнані войовою стороною і користуватися заступництвом законів війни.
Оскільки інсургенти практично завжди мають меншу підготовку та військову силу ніж влада, вони часто вдаються до партизанської війни, терористичних актів.

## Інсургенти в різних країнах
В Угорщині до 1848 року «інсургентами» називали членів народного ополчення, яких скликали для захисту країни за королівським указом.